# Orikum
Orikum – miejscowość w południowo-zachodniej części Albanii, w okręgu Wlora i obwodzie o tej samej nazwie. Miasto zamieszkuje 6358 mieszkańców
Burmistrzem miejscowości jest Gezim Capoj.